# Julius Exter
Julius Leopold Bernhard Exter (Ludwigshafen, 20 de setembro de 1863 - Übersee, 16 de outubro de 1939) foi um pintor e escultor alemão, um dos fundadores da Secessão de Munique.